# Ernst Friedrich Ball
Ernst Friedrich Ball (* 20. Oktober 1799 in Elberfeld; † 17. Dezember 1885 in Koblenz) war ein deutscher evangelischer Theologe.
Durch seinen Vater, den Lederhändler Johannes Ball (1764–1848), der 1799 an der Gründung des Elberfelder Missionsvereins beteiligt war, wurde Ball frühzeitig im Sinn der Erweckungsbewegung geprägt. Seit 1812 besuchte er das Alte Gymnasium in Bremen, wo er mit Friedrich Ludwig Mallet Freundschaft schloss. Während des Studiums der Evangelischen Theologie an der Universität Tübingen schloss er sich an Ludwig Hofacker an. Nach dem ersten Examen wurde er Kandidat in Repelen bei Moers. 1823 wurde er in die Pfarrstelle im benachbarten Hoerstgen berufen. Seit 1838 Pfarrer in Radevormwald, wirkte er nebenamtlich auch als Superintendent des Kirchenkreises Lennep. 1857 wurde er Pfarrer in Bad Kreuznach. Von 1862 bis zu seiner Pensionierung 1873 war er Konsistorialrat im Konsistorium der preußischen Kirchenprovinz Rheinland in Koblenz.
Ball war neben seiner Gemeindetätigkeit vielfältig publizistisch tätig. Von 1828 bis zu seinem Tod war er Schriftleiter des Barmer Missionsblatts, des Organs der aus der Vereinigung des Elberfelder, Barmer und Kölner Missionsvereins hervorgegangenen Rheinischen Missionsgesellschaft. 1846 gründete er mit seinem Radevormwalder Kollegen Gottlieb Daniel Müller (1811–1890) die Monatsschrift Stimmen aus und zu der streitenden Kirche, die bis 1849 bestand und sich dem Kampf gegen den theologischen Rationalismus widmete. Mit August Ebrard und Georg Treviranus gründete er 1851 die Reformierte Kirchenzeitung. 
Ball war mit Amalia Carolina Günther (* 13. August 1798 in Duisburg; † 30. Juni 1874) verheiratet, einer Tochter des Mediziners und Hochschullehrers Daniel Erhard Günther.

## Schriften (Auswahl)
- Synodal-Predigt über 2. Petri 1. 1. 2 . Hassel, Elberfeld 1829 (Digitalisat)
- Spruchbüchlein für jeden Tag des Jahrs. Schober, Barmen 1832.
- Christus der köstliche Eckstein : eine Gastpredigt über 1. Petri 2:7a. J. Müller, Amsterdam 1833 (Digitalisat).
- Tekel, das ist : man hat dich gewogen in einer Wage und zu leicht gefunden : Predigt, gehalten an dem Todtenfeste. Steinhaus, Barmen 1842 (zahlreiche Auflagen, Übersetzungen ins Englische und Niederländische).
- Leben und Sterben des seligen Johannes Ball, weiland Gefängnis-Prediger zu Düsseldorf. Steinhaus, Barmen 1845 (Digitalisat).
- Offenes Sendschreiben an die Unterzeichner der Berliner Erklärung vom 15. August 1845. Sartorius, Barmen 1845 (Digitalisat Ernst Friedrich Ball).
- Der Konsensus lutherischer und reformirter Lehre in der evangelischen Kirche Deutschland. Zwei Entwürfe. Wiegandt, Berlin 1854 (mit Julius Müller).